# Glenea clavifera
Glenea clavifera là một loài bọ cánh cứng trong họ Cerambycidae.